# Eucaphila vulgaris
Eucaphila vulgaris är en stekelart som beskrevs av Ian D. Gauld 1984. Eucaphila vulgaris ingår i släktet Eucaphila och familjen brokparasitsteklar. Inga underarter finns listade i Catalogue of Life.